# Akut omhändertagande
Akut omhändertagande är en arbetsrutin som används för akut sjuka eller skadade patienter för att på ett så effektivt sätt som möjligt öka deras chanser till överlevnad och för att inget viktigt ska glömmas bort i omhändertagandet av en patient. Rutinen följer ett alfabetiskt schema A - B - C och så vidare. Det används av sjukvårdspersonal, och i Sverige även av Räddningstjänstens personal. Under varje bokstav ska vissa kontroller och åtgärder utföras och den som utför kontrollen går inte vidare till nästa bokstav innan alla de kontrollerna utförts.
Antalet bokstäver som används är olika beroende på yrkeskategori. I den prehospitala vården (ambulanssjukvården) i Sverige används S-ABCDE. Inom svenska Räddningstjänsten ingår även ett inledande S som står för safety. Det innebär att åtgärder utförs för att minska den akuta risken för en patient som finns i den omgivande miljön. Exempelvis genom att flytta patienten ur ett brinnande hus eller fordon innan kontrollen påbörjas eller från en väg där risken finns att patienten kan komma att bli påkörd. Försvarsmakten använder ett annat koncept som ser ut såhär: <C> ABCDE Skillnaden är därmed bokstaven <C> (benämnt "stora C") står för "Catastrophic hemorrhage (få kontroll på stora livshotande blödningar)" eftersom statistik från stridssituationer visar att kraftiga blödningar är den vanligaste dödsorsaken i stridssituationer. Exempel på livshotande blödningar kan vara: bortsprängt ben eller arm. Därmed vill man stoppa blödningen antingen genom att applicera ett avsnörande förband, ett tryckförband eller genom att med hjälp av blodstillande förband tamponera sårhålan.
Bokstaven L har utgått ur ramsan då skador i strid per automatik innebär ett "livsfarligt läge". De initiala skadereducerande åtgärder som genomförs på gruppnivå går under benämningen TOS (taktiskt omhändertagande av stridsskadad) där beprövade principer och rutiner för förflyttning samt omhändertagande av skadad under beskjutning tillämpas.
Med prehospitalt akut omhändertagande menas ett omhändertagande, av skadad eller sjuk, som sker utanför sjukhus eller annan vårdinrättning.
Bokstäverna står för:
- S = Safety.  Är situationen eller platsen livshotande för dig själv eller den skadade?
- A = Airway and cervical control. Skapa fri luftväg och stabilisera halsryggen. Inget får vara i vägen för att patienten ska kunna andas.
- B = Breathing. Andning. SE, LYSSNA, KÄNN och bedöm om den skadade andas och om andningen är tillräcklig.
- C = Circulation and bleeding. Finns någon yttre blödning? Kan inre blödning misstänkas? Hur är pulsen?
- D = Disability. Kontroll av medvetandegrad, känsel och rörelseförmåga.
- E = Exposure - protect from the environment. Skydda mot omgivningen. Helkroppsundersökning för att hitta andra skador. Skydda mot nedkylning (Jande-Waldau, Winarve, 2004)

## Detaljerad beskrivning av S-ABCDE-konceptet

### S (L)- Safety
- Omgivningskontroll
  - Kontrollera omgivningen så din egen säkerhet kan fastställas
- T.ex. Spärra av om personen ligger på trafikerad väg eller flytta personen till säker plats

### A – Airway management and cervical spine stabilization
Säkrande av luftväg med kontroll av halsrygg innefattar:
- Kontroll om risk föreligger för hals-ryggskada.
  - Immobilisering av halsryggen vid behov med KED-väst eller vaccummadrass (fri luftväg har dock alltid högsta prioritet)
- Fri luftväg genom: 
  - Haklyft (en: chin lift), om detta inte hjälper används käklyft (en: jaw thrust).
  - Oftast måste chin lift och jaw thrust kombineras till en rörelse som genomförs med en hand. Tummen greppar i käkbenet på sidan närmast sjukvårdaren, pek- och långfinger greppar "hårt" längs käkbenet på andra sidan. Sjukvårdarens ring- och långfinger pressas upp bakom käkbenet och "krokar fast" det. Om sjukvårdaren nu drar rakt uppåt rätas luftvägar ut, kollapsade luftvägar kan i vissa fall åter bli öppna och detta ger ett utmärkt tillfälle att visitera luftvägarna och rensa. -Varning- Denna teknik är inte förenlig med en fixerad halsrygg. Välj behandling utifrån dina undersökningsfynd, be kollega om hjälp vid minsta osäkerhet.
  - Rensning av munnen/svalget på eventuella större föremål, exempelvis lösa munproteser, och slem eller kräkning, om möjlighet finns används en sug. Vinkling av huvudet nedåt förhindrar aspiration vid kräkning -Varning- Rensa aldrig luftvägar med ett eget finger, patienten kan rycka till och oavsiktligen bita av det.
  - Vid behov kan en svalgtub eller nästub ("kantarell") anbringas.
  - Intubation
- Syrgas: oftast på oxymask eller reservoarmask 10-15 liter

A - Särskilt observandum
Att en patient andas just nu innebär inte att luftvägarna är säkrade. Det krävs även en visuell inspektion för att se brännskador, främmande föremål blödningar och andra skador som kan orsaka ett plötsligt, svårhävt luftvägshinder.
I sådant läge skall sjukvårdaren överväga insats med en så kallad säker luftväg. En säker luftväg är en invasiv luftväg som garanterar att lungorna kan fortsätta andas oavsett hur läget i de övre luftvägarna kan förändras

### B – Breathing
- Kontroll av om andning finns.
  - Om ingen andning eller gravt avvikande andningsmönster, ex agonal andning, skall HLR, hjärt-lungräddning, påbörjas omedelbart.
- Kontroll av andetagens djup, frekvens och användning av accessorisk andningsmuskulatur
- Lyssning av lungor med kontroll av liksidighet höger/vänster och bedömning av biljud på in- och utandning
- Kontroll av syresättningen med saturationsmätare eller blodgasprov samt eventuell förekomst av cyanos

### C – Circulation and bleeding
Cirkulation och blödning innefattar:
- Grov skattning av blodtrycket genom kontroll av pulsar i dels grova centrala pulsådror dels i mindre perifera artärer.
- Lyfta upp benen på patienten om perifera pulsar saknas
- Blödningskontroll, genom omläggning av större blödningskällor eller applicering av ett avsnörande förband[1]
- Hudinspektion: blekhet, rodnad och turgor
- Kontroll av kapillär återfyllnad

### D – Disability
Under D undersöks det hur medveten patienten är genom att vad patienten klarar av graderas på en neurologisk skattningsskala såsom Glasgow Coma Scale (GCS), AVPU eller RLS-85. Under D kontrolleras även pupillernas storlek och om de reagerar på ljus. Det är även av intresse om det finns en skillnad mellan de båda pupillerna. Även grov neurologi kontrolleras som muskelstyrka om patienten kan krama vårdpersonalens händer samt lyfta sina ben och dess känsel samt reflexer. 

### E – Expose/environment
- Exponera och skydda mot omgivningen exempel kyla eller nyfikna personer på olycksplatsen.
- Helkroppsundersökning från huvudet till tårna fram och baksida.

## LABC
Ibland utbildas personer utanför vård och räddningstjänst enligt det enklare LABC-konceptet där:
- L står för Livsfarligt läge. Är situationen eller platsen livshotande för dig själv eller den skadade?
- A står för Andning och motsvarar åtgärder och kontroller enligt Airway och Breathing
- B står för Blödning och motsvarar kontroller och åtgärder enligt Circulation och Disability
- C för Cirkulationssvikt (tidigare kallad chock) som motsvarar kontroller och åtgärder enligt Cirkulation, Disability och Expose.

LABC-rutinen lärs också ut till skolbarn och studerande vid till exempel lärarutbildningar samt till alla körkortsaspiranter vid trafikskolorna. Organisationer som Civilförsvarsförbundet, Röda Korset och studieförbund arrangerar också kurser för allmänheten. Kurserna gör att människor på olycksplatser eller vid ett sjukdomsfall kan hjälpa de drabbade tills professionell hjälp anländer. Det finns också många företag som erbjuder utbildningar i hjärt-lungräddning(HLR) och första hjälpen.